# Euceropsylla itaparica
Euceropsylla itaparica är en insektsart som först beskrevs av Crawford 1925.  Euceropsylla itaparica ingår i släktet Euceropsylla och familjen rundbladloppor. Inga underarter finns listade i Catalogue of Life.